# Ирвин, Александр
Александр (Алекс) Кристиан Ирвин (англ. Alexander (Alex) Christian Irvine, род. 22 марта 1969, штат Мичиган) — американский писатель в жанре научной фантастики; репортёр, педагог, доктор философии.

## Биография
Степень бакалавра искусств получил в Мичиганском университете (1991), степень магистра искусств по английскому языку — в Университете Мэна (1996), и степень доктора философии (Ph.D.) — в Денверском университете (2003).
В 2005—2011 годах преподаватель английского языка в Университете Мэна. Также работал репортёром «Portland Phoenix».
Дебютировал с романом «Осколки нефрита» (англ. A Scattering of Jades, 2002), получившем «Locus Award» 2003 года в номинации «Лучший дебютный роман».
Встречающаяся в Рунете книга «Философия истории» Александра Ирвина на самом деле принадлежит авторству А. А. Ивина (следствие опечатки).
Женат, близнецы сын и дочь.

### Романы и сборники
- 2002 — «Осколки нефрита» (англ. «A Scattering of Jades»)
- 2002 — «Rossetti Song: Four Stories» (сборник)
- 2003 — «Unintended Consequences» (сборник)
- 2004 — «Asimov’s Have Robot, Will Travel»
- 2004 — «Один король, один солдат» (англ. «One King, One Soldier»)
- 2005 — «Жизнь Райли» (англ. «The Life of Riley»)
- 2005 — «The Narrows»
- 2006 — «Бэтмен: Инферно» (англ. «Batman: Inferno»)
- 2006 — «Pictures from an Expedition» (сборник)
- 2007 — «The Ultimates: Against All Enemies»
- 2009 — «Buyout»
- 2010 — «Железный человек 2» (англ. «Iron Man 2»)
- 2010 — «Тихоокеанский рубеж» (англ. «Pacific Rim»)
- 2019 — «Том Клэнси Спецподразделение: Фальшивый Рассвет» (англ. «Tom Clancy's The Division: Broken Dawn»)

### Повести
- 2003 — «Pictures from an Expedition»
- 2008 — «Mystery Hill»
- 2012 — «Mare Ultima»